# Federația Națională de Fotbal din Guatemala
Federația Națională de Fotbal din Guatemala (FENAFUTG) este forul ce guvernează fotbalul în Guatemala. Se ocupă de organizarea echipei naționale și a campionatului. A înființat în 2010 și o ligă de fotbal feminin pe care o conduce.